# 芬威克岛 (特拉华州)
芬威克岛（英語：Fenwick Island），是美国特拉华州苏塞克斯县下属的一座城镇，面积为1.26平方公里，其中0.86平方公里为陆地，另外0.4平方公里为水域。2011年的数据显示该地有人口384人。论人口在本州排行第40。